# Dalea adenopoda
Dalea adenopoda là một loài thực vật có hoa trong họ Đậu. Loài này được (Rydb.) Isely miêu tả khoa học đầu tiên.